# BSI-Standard
Die BSI-Standards sind eine Reihe von Spezifikationen mit Methoden und Vorgehensweisen des Bundesamtes für Sicherheit in der Informationstechnik (BSI) zu den unterschiedlichsten Themen aus dem Bereich der Informationssicherheit und stellen mit dem IT-Grundschutz-Kompendium einen De-Facto-Standard für IT-Sicherheit dar.
Die BSI-Standards 200-1, 200-2 und 200-3 lösen seit Oktober 2017 die BSI-Standards der Reihe 100-x ab. Wesentliche Veränderungen zwischen den 100-x und 200-x Standards gab es in den Bereichen Strukturanalyse, Schutzbedarfsfeststellung, Modellierung, IT-Grundschutz-Check und Risikoanalyse.

## Übersicht BSI-Standards (Stand 2022)
Für die Standards der 200-x Serie gilt ab 2018 das IT-Grundschutz-Kompendium.

### BSI-Standard 200-1
Allgemeine Anforderungen an ein Managementsystem für Informationssicherheit (ISMS).

### BSI-Standard 200-2
Sog. „IT-Grundschutz-Methodik“ zum Aufbau eines ISMS mit drei Vorgehensweisen:
1. Basis-Absicherung
2. Standard-Absicherung
3. Kern-Absicherung

### BSI-Standard 200-3
Über Risikomanagement

### BSI-Standard 200-4
Über Business Continuity Management

## Veraltete Standards
Zu den 100-Serie Standards zählten die ehemaligen IT-Grundschutz-Kataloge.

### BSI-Standard 100-1
Management-Systeme für Informationssicherheit (ISMS)

### BSI-Standard 100-2
IT-Grundschutz-Vorgehensweise

### BSI-Standard 100-3
Risikoanalyse auf der Basis von IT-Grundschutz

### BSI-Standard 100-4
Mit dem BSI-Standard 100-4 wurde ein systematischer Weg aufgezeigt, ein Notfallmanagement in einer Behörde oder einem Unternehmen aufzubauen, um die Kontinuität des Geschäftsbetriebs sicherzustellen. Aufgaben eines Notfallmanagements sind daher, die Ausfallsicherheit zu erhöhen und die Institution auf Notfälle und Krisen adäquat vorzubereiten, damit die wichtigsten Geschäftsprozesse bei Ausfall schnell wieder aufgenommen werden können. Es gilt, Schäden durch Notfälle oder Krisen zu minimieren und die Existenz der Behörde oder des Unternehmens auch bei einem größeren Schadensereignis zu sichern.